# Damn U
Damn U è il quarto singolo pubblicato dal quattordicesimo album in studio del cantautore Prince Love Symbol Album.

## Tracce
1. Damn U – 4:04